# Ljus blåvinge
Ljus blåvinge (Lysandra coridon) är en fjärilsart som beskrevs av Nikolaus Poda von Neuhaus 1761. Ljus blåvinge ingår i släktet Lysandra, och familjen juvelvingar.
Vingspannet är 40 millimeter. Arten trivs med blomrika kalkgräsmarker och har sin utbredning i södra och centrala Europa. Den har aldrig påträffats i Sverige.

## Underarter
Denna lista följer GBIF 2023. Vissa av dessa taxa behandlas som goda arter av andra auktoriteter.
- Lysandra coridon alpiumfusca (Verity, 1926)
- Lysandra coridon alpiumpallida (Verity, 1926)
- Lysandra coridon altica Neustetter
- Lysandra coridon apenninus (Zeller, 1847)
- Lysandra coridon apuana Verity, 1915
- Lysandra coridon asturiensis
- Lysandra coridon bellargus (Aigner-Abafi, 1906)
- Lysandra coridon berber (Le Cerf, 1932)
- Lysandra coridon blanca (Ribbe, 1910)
- Lysandra coridon borussia (Dadd, 1909)
- Lysandra coridon caeruleossmar Verity, 1939
- Lysandra coridon calaethys (Jermyn, 1827)
- Lysandra coridon cataluniae
- Lysandra coridon constanti (Reverdin, 1910)
- Lysandra coridon coridon
- Lysandra coridon damon (Aigner-Abafi, 1906)
- Lysandra coridon diniae (Verity, 1926)
- Lysandra coridon erilda Hemming
- Lysandra coridon fowleri (South, 1900)
- Lysandra coridon fumosa (Verity, 1926)
- Lysandra coridon galliae (Verity, 1926)
- Lysandra coridon gennargenti
- Lysandra coridon germanella (Verity, 1926)
- Lysandra coridon graeca (Rühl & Heyne, 1895)
- Lysandra coridon hispanagallica (Verity, 1926)
- Lysandra coridon insulana (Verity, 1926)
- Lysandra coridon italagallica (Verity, 1926)
- Lysandra coridon jachontovi (Wnukowsky, 1934)
- Lysandra coridon jurae (Verity, 1926)
- Lysandra coridon margarita (Ribbe, 1910)
- Lysandra coridon minor (Cruttwell, 1902)
- Lysandra coridon minutepunctata (Verity, 1926)
- Lysandra coridon morena (Ribbe, 1910)
- Lysandra coridon narbonensis (Verity, 1926)
- Lysandra coridon nicaeensis (Dujardin, 1947)
- Lysandra coridon nigrescens Verity, 1943
- Lysandra coridon nufrellensis Schurian, 1977
- Lysandra coridon ossmar (Gerhard, 1853)
- Lysandra coridon parisienis (Gerhard, 1853)
- Lysandra coridon philippi
- Lysandra coridon rufoclarens (Verity, 1926)
- Lysandra coridon rufosplendens (Verity, 1926)
- Lysandra coridon sibyllina (Verity, 1916)
- Lysandra coridon sokolowskii (Wojtusiak & Niesolowski, 1947)
- Lysandra coridon stefanellii Verity, 1904
- Lysandra coridon superappennina (Verity, 1916)
- Lysandra coridon syngrapha (Keferstein, 1851)
- Lysandra coridon tiphys (Esper, 1780)

## Bildgalleri

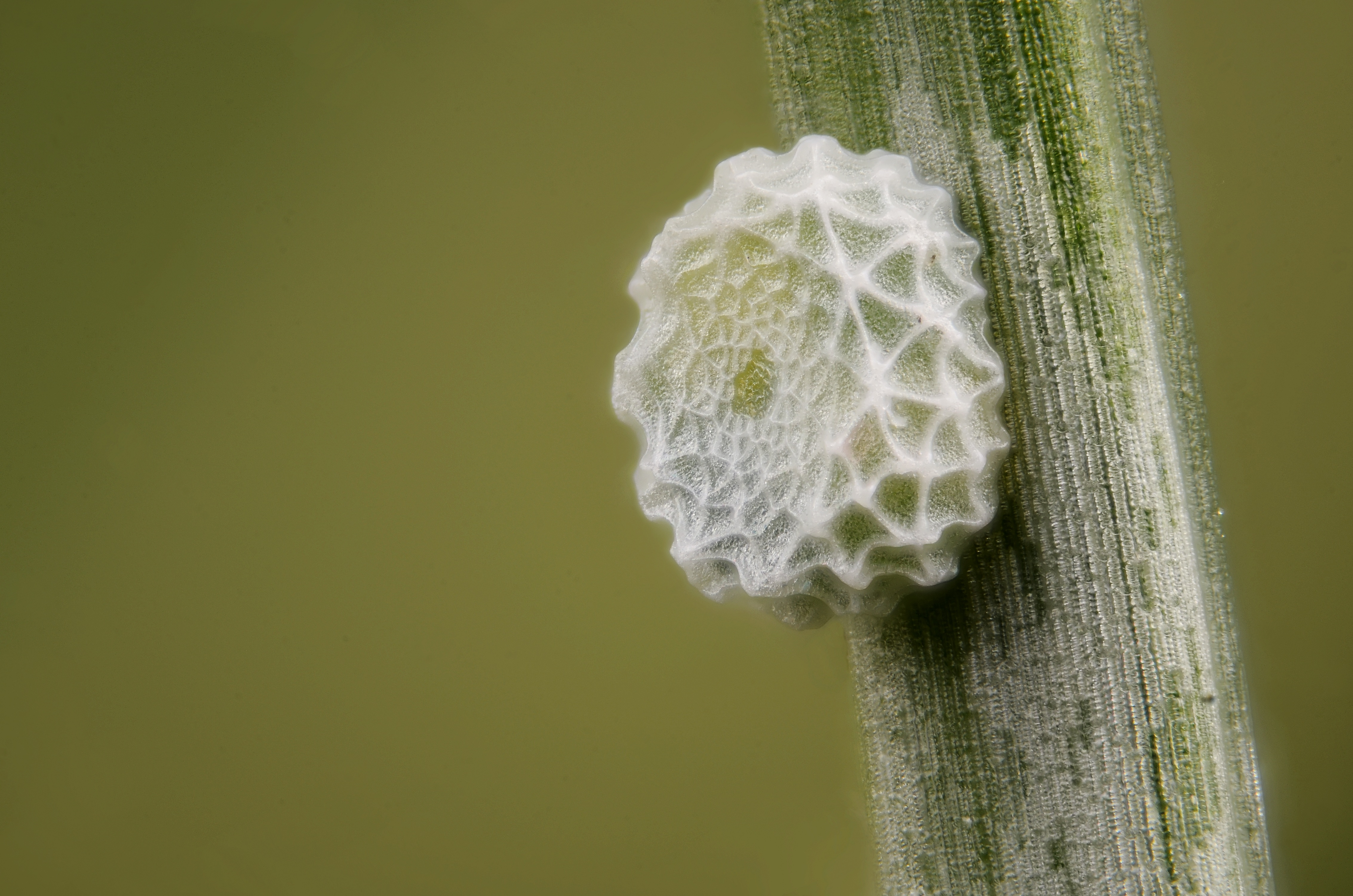
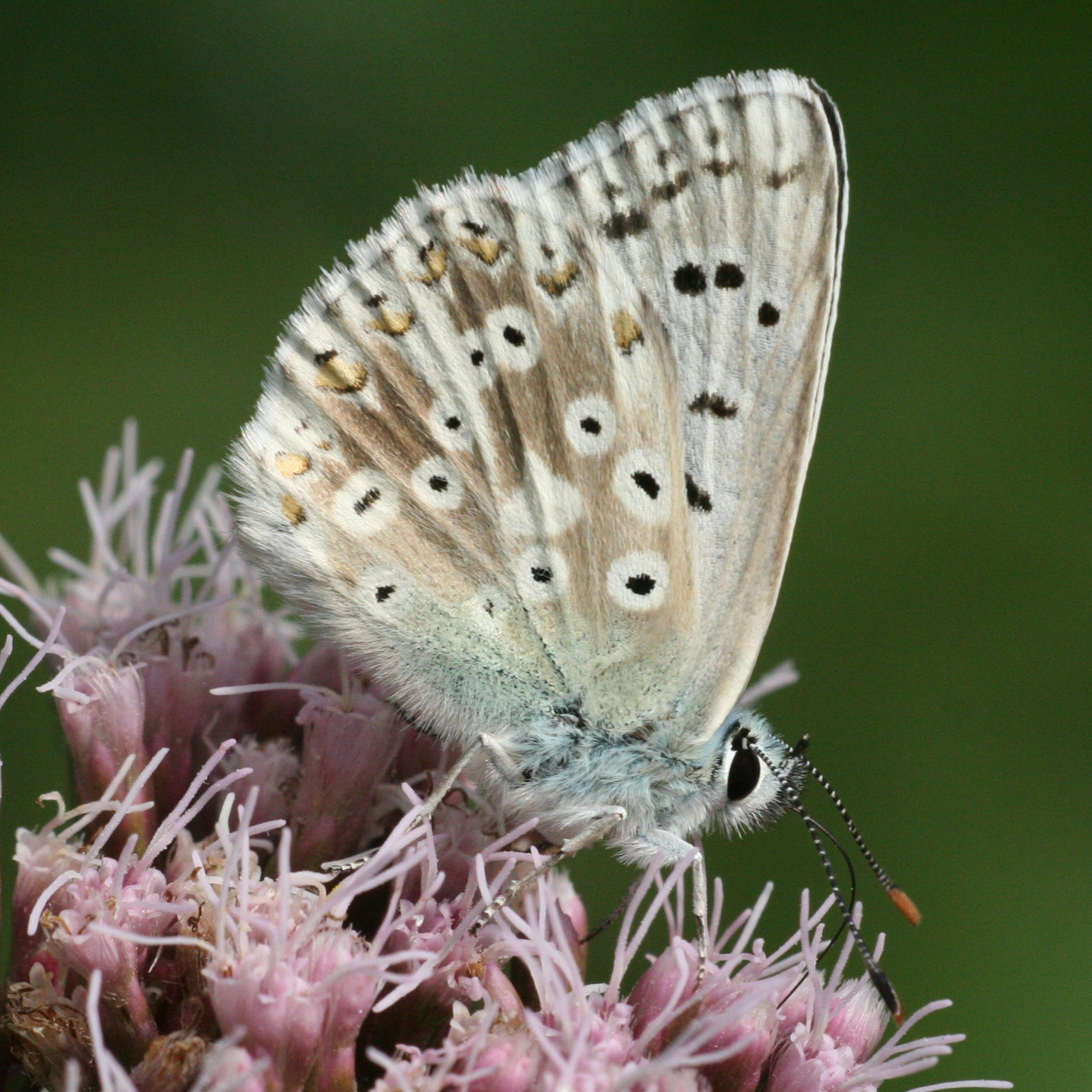
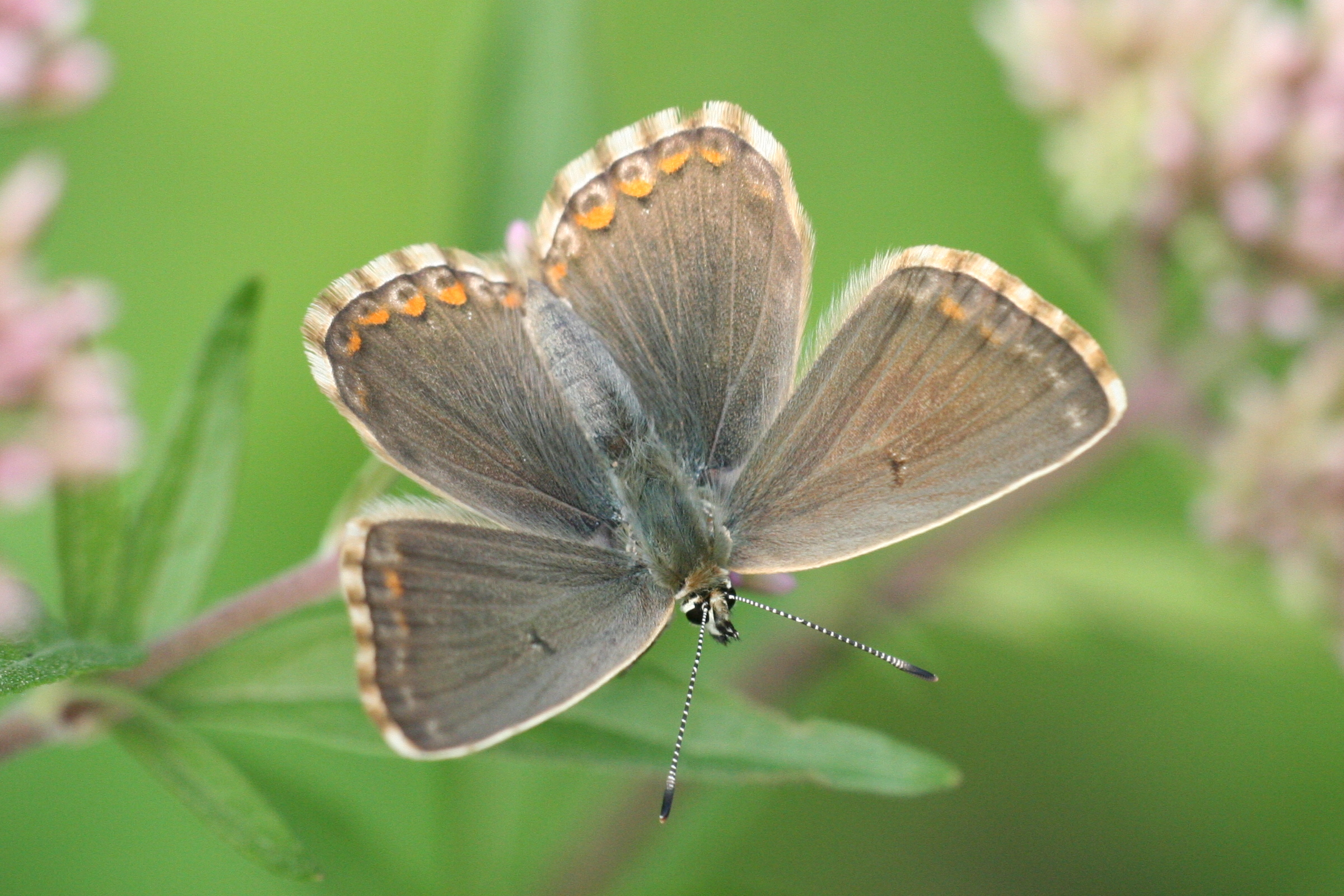
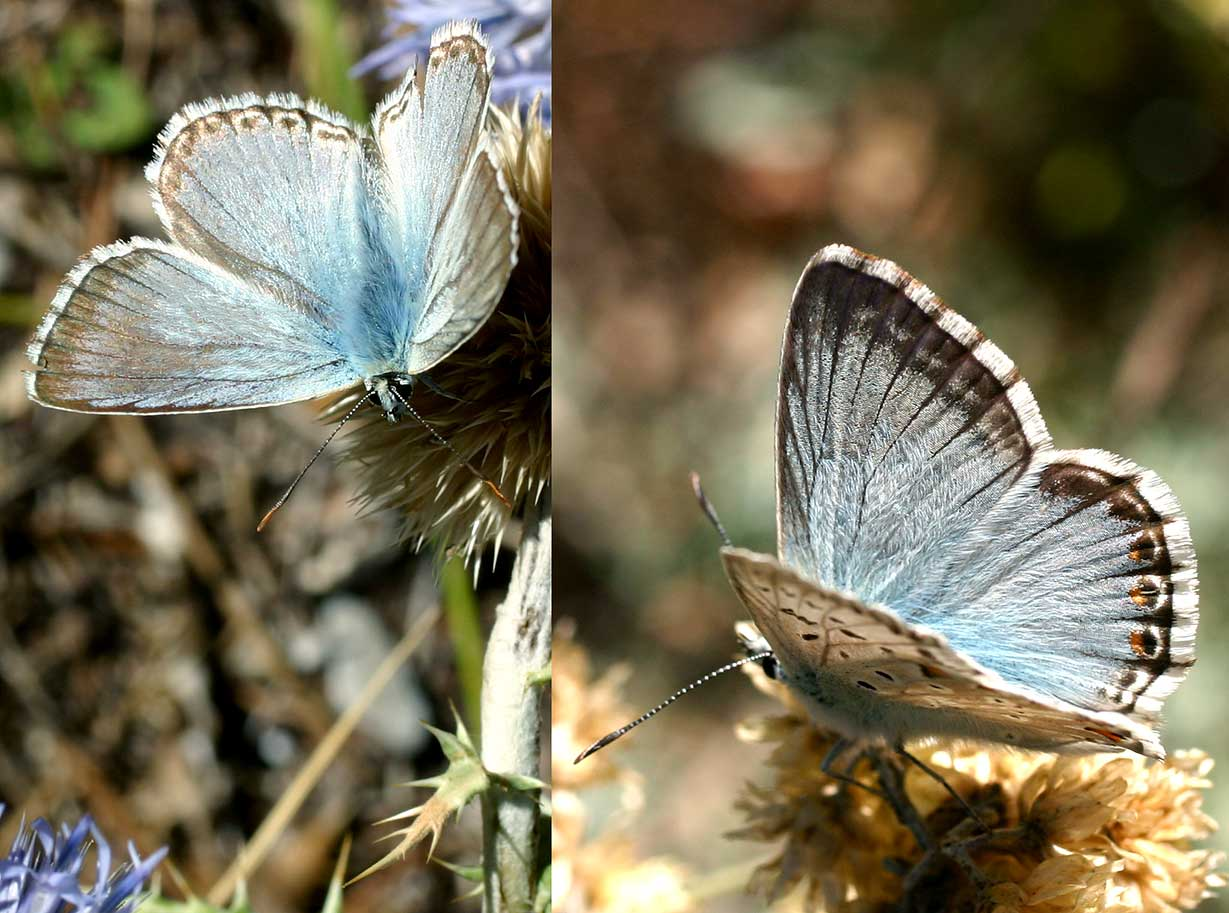